# دیوسدادو ماکاپاگال
دیوسدادو ماکاپاگال (انگلیسی: Diosdado Macapagal؛ ۲۸ سپتامبر ۱۹۱۰ – ۲۱ آوریل ۱۹۹۷) یک اقتصاددان اهل فیلیپین و از دسامبر ۱۹۶۱ تا دسامبر ۱۹۶۵ رئیس‌جمهور جمهوری سوم فیلیپین بود.
وی پدر گلوریا آرویو، سیاست‌مدار فیلیپینی است که از سال ۲۰۰۱ تا ۲۰۱۰ رئیس‌جمهور این کشور بود.

## نگارخانه

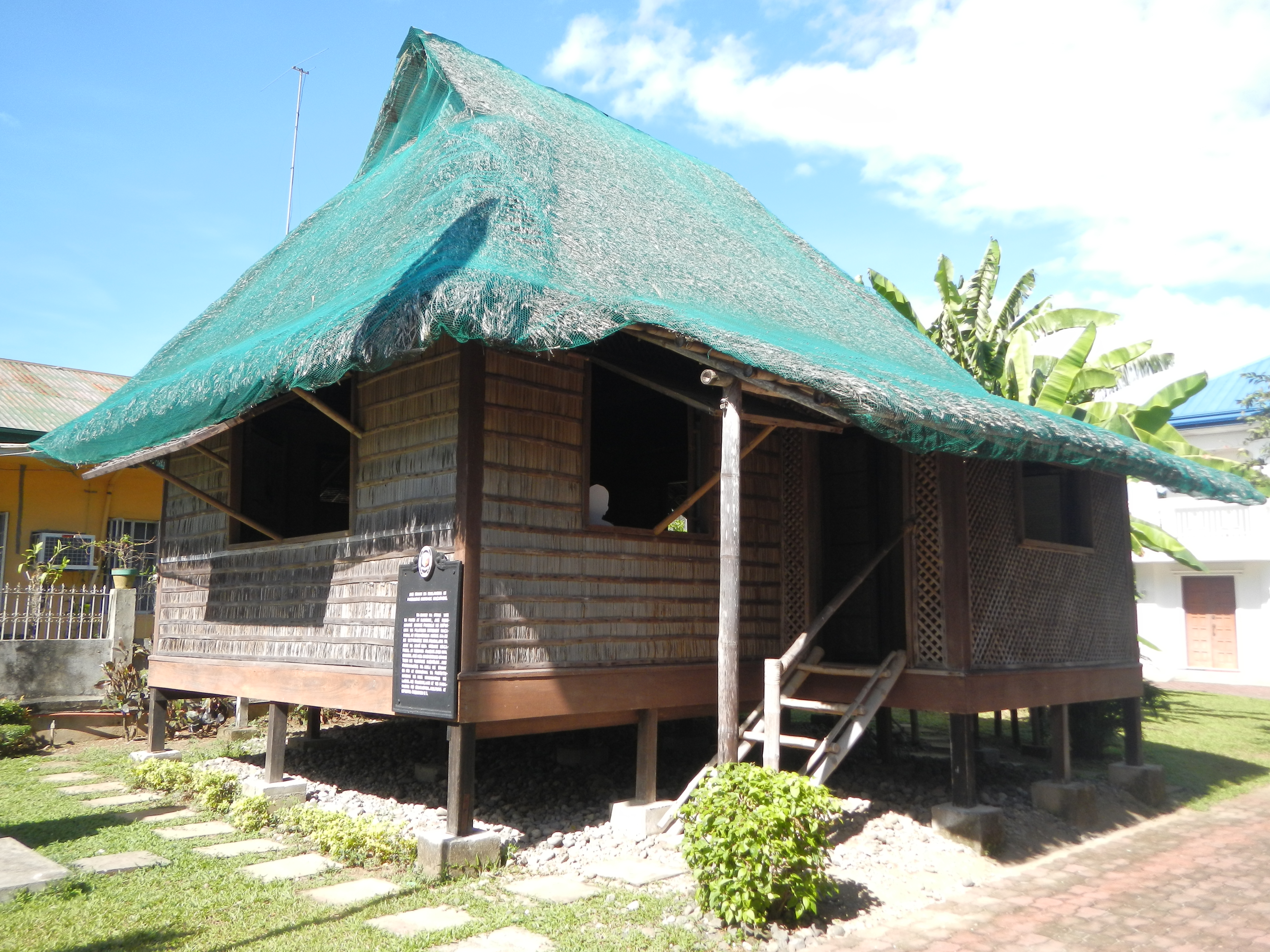
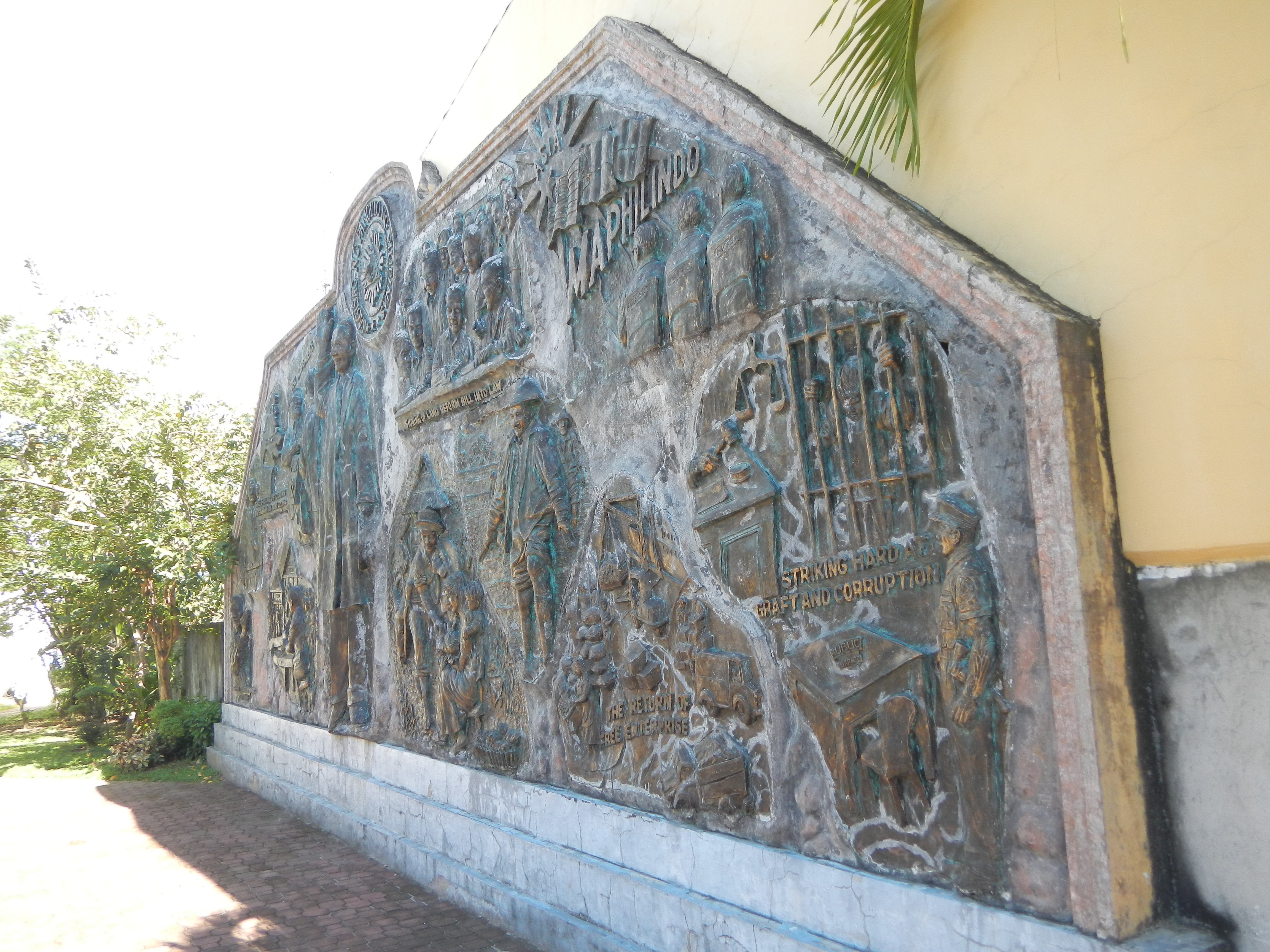
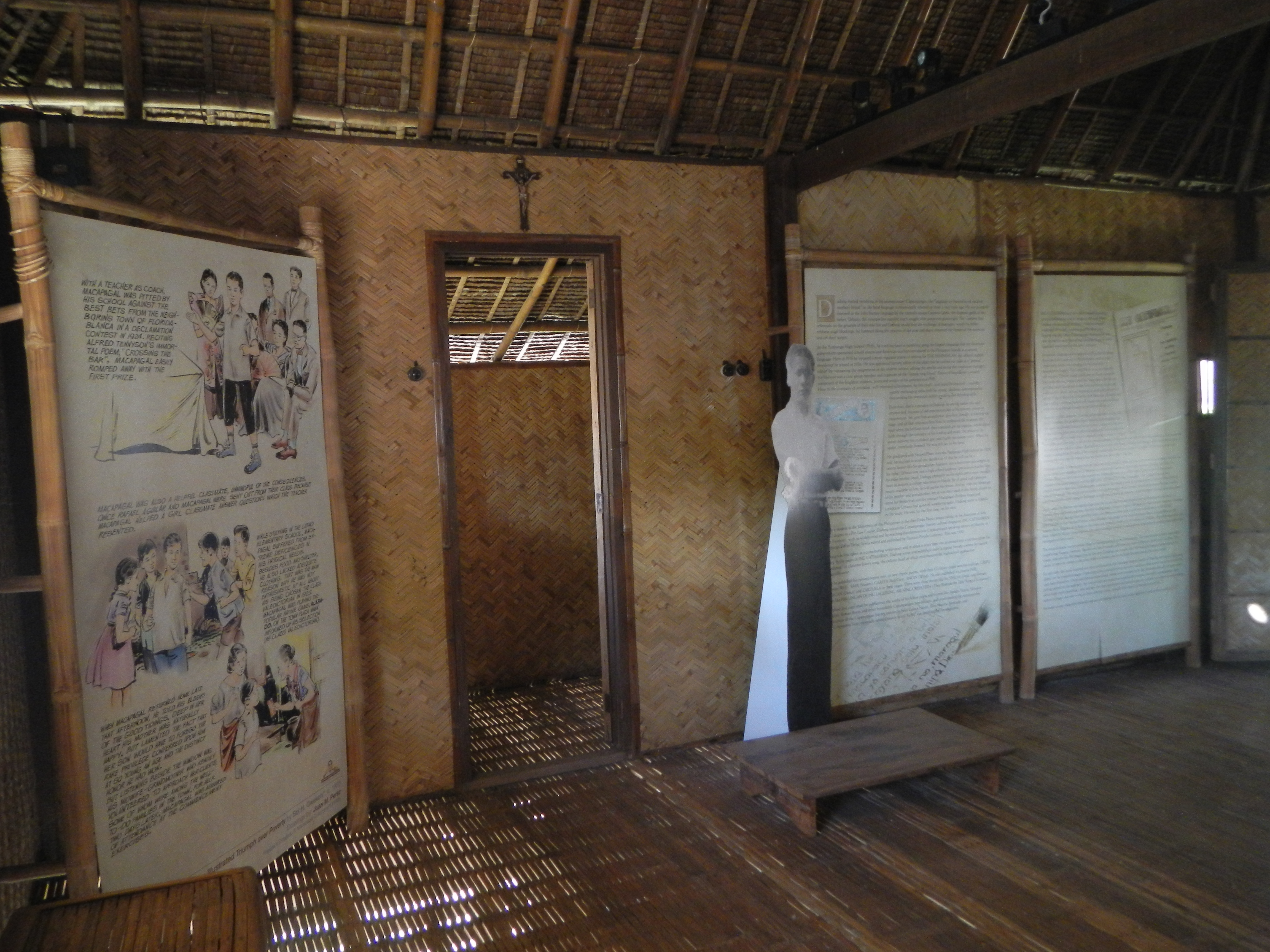
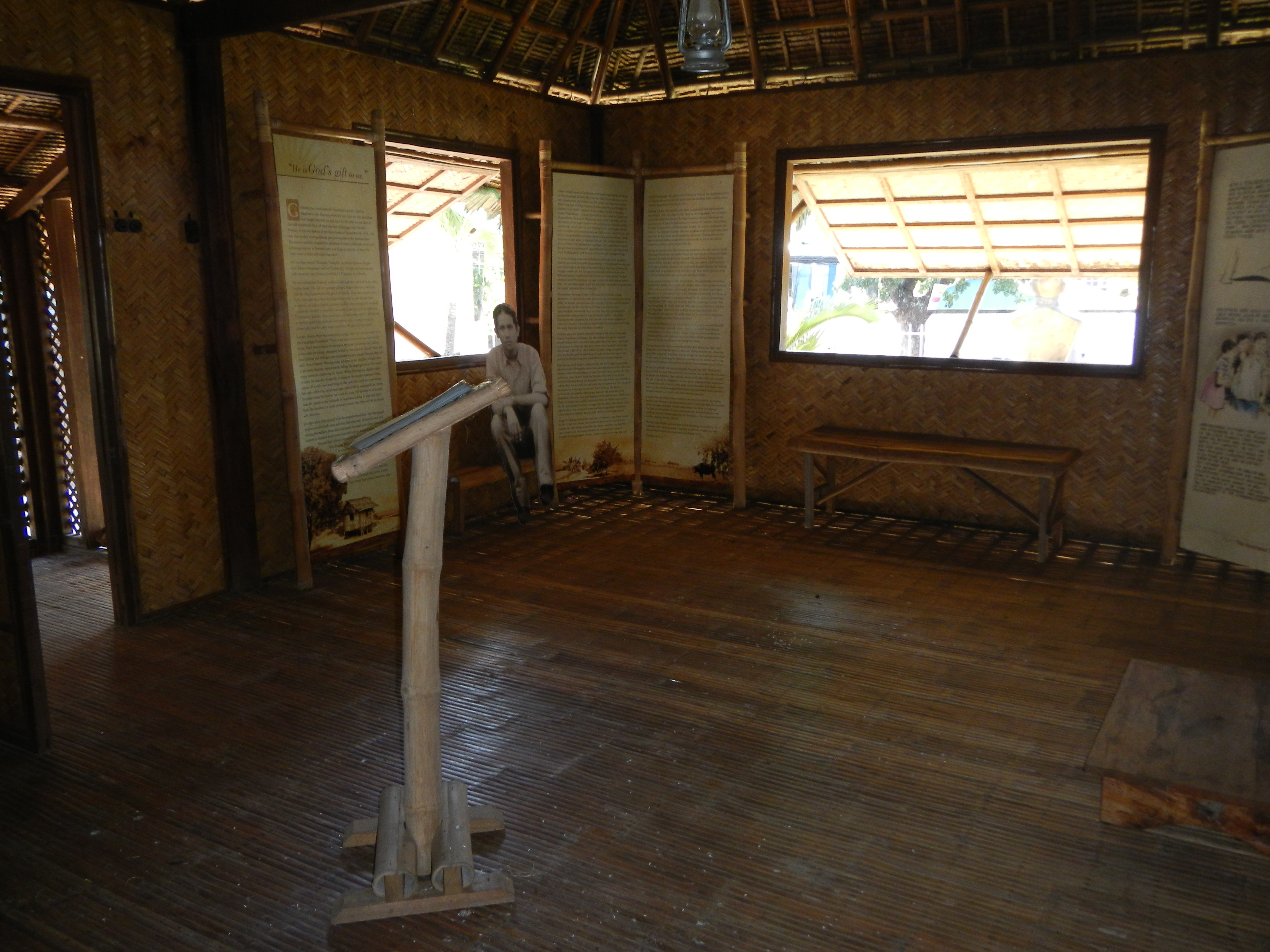
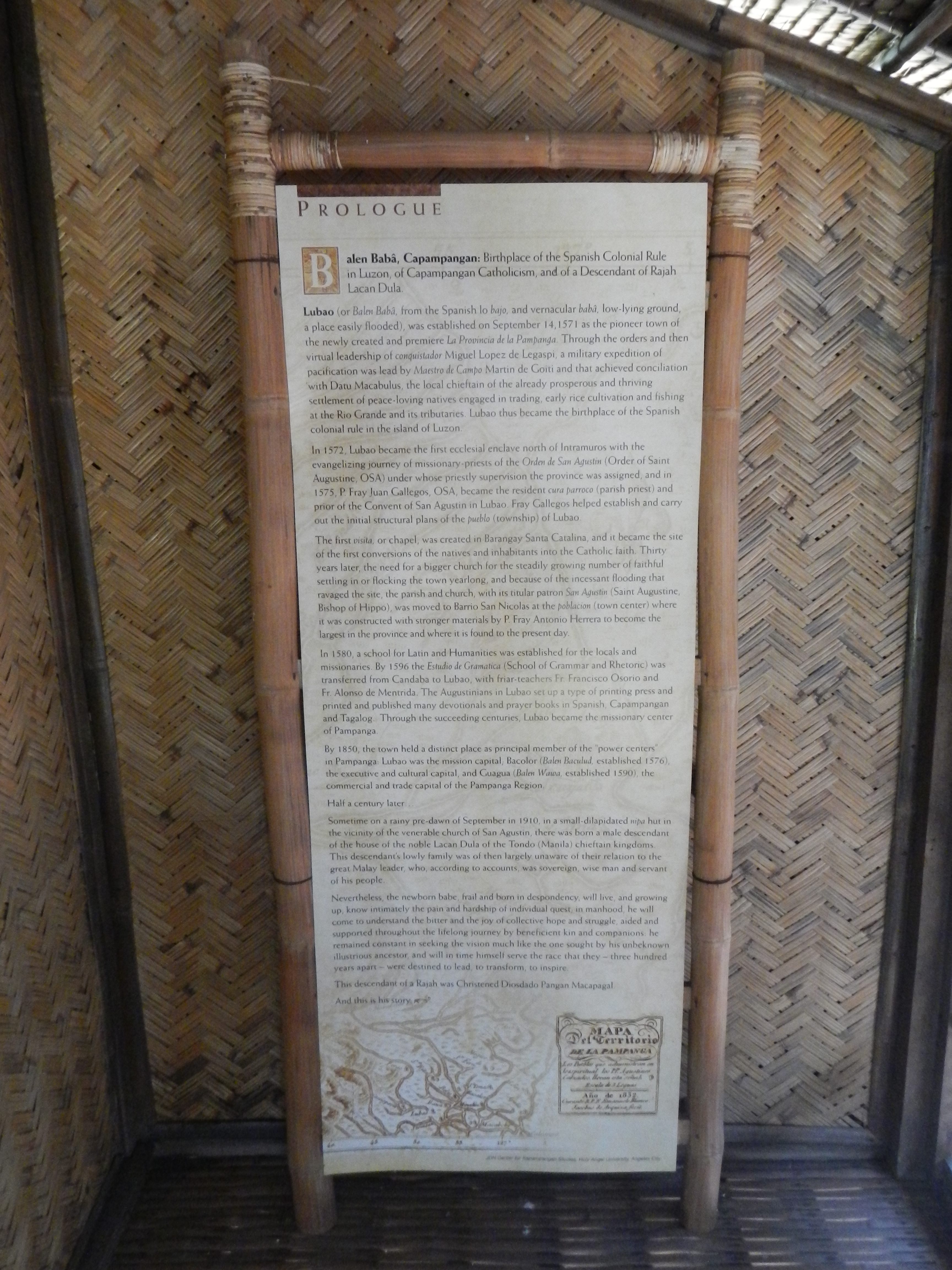
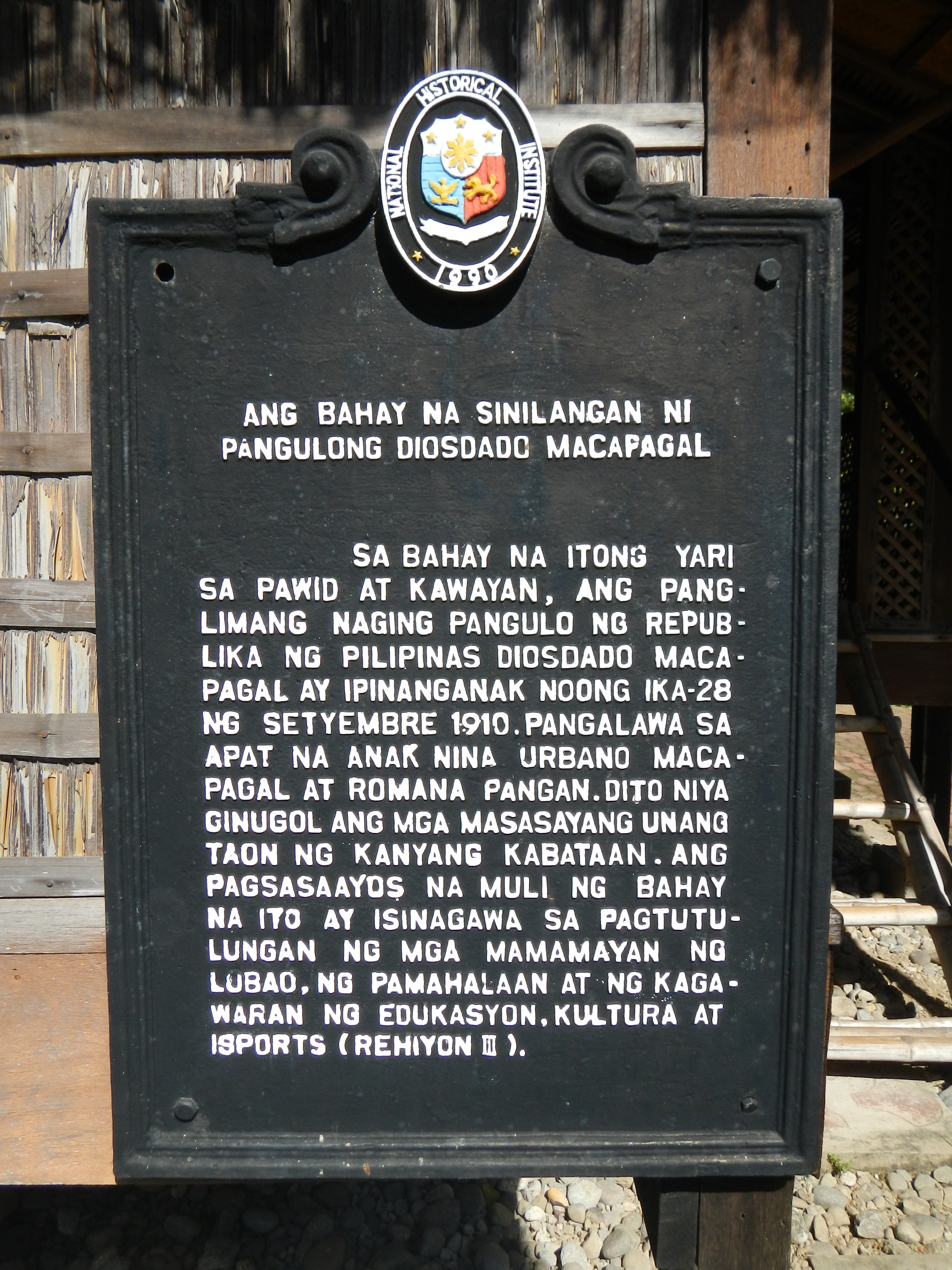